# Johannes Post (SS-Mitglied)
Johannes Robert Adolf Post (* 11. November 1908 in Danzig; † 27. Februar 1948 in Hameln) war ein deutscher Gestapomitarbeiter, SS-Sturmbannführer und Kommandant des Arbeitserziehungslagers Nordmark.

## Leben
Johannes Post, Sohn eines Kaufmanns, absolvierte nach Beendigung seiner Schullaufbahn eine kaufmännische Lehre und arbeitete anschließend als Verkäufer in Danzig. Post trat 1930 der SA und zum 1. Februar 1931 der NSDAP bei (Mitgliedsnummer 465.273). Gemeinsam mit weiteren Nationalsozialisten war Post an Straßenschlachten mit Kommunisten beteiligt und erschoss Anfang der 1930er Jahre den Kommunisten Karl Pachur. Für diese Tat wurde er mit weiteren 23 Beschuldigten vor dem Danziger Schwurgericht angeklagt und wegen Körperverletzung mit Todesfolge zu 26 Monaten Haft verurteilt.
Nach der Machtübernahme durch die Nationalsozialisten wurde Post 1933 amnestiert und war folgend hauptamtlich in der SA Danzig tätig. Ab 1935 war er Mitarbeiter der Gestapo und wurde 1938 zum Kriminalkommissar befördert. 1939 wechselte er von der SA in die SS (SS-Nummer 313.999) im Rang eines Sturmbannführers. Von 1939 bis 1942 war er bei verschiedenen Stapostellen eingesetzt und wechselte Anfang März 1942 zur Kieler Gestapo. Im Oktober 1939 kommandierte er einen Transport von Juden aus Mährisch-Ostrau ins besetzte Polen gemäß dem „Nisko-Plan“.
Post leitete am 29. März 1944 ein aus sechs Personen bestehendes Kommando, das vier aus dem Lager Stalag Luft III aus Sagan entflohene und wieder ergriffene alliierte Offiziere hinterrücks erschoss. Der Befehl dazu erging vom Leiter der Kieler Gestapo Fritz Schmidt.
Von Juni 1944 bis Anfang Mai 1945 war Post Kommandant des Arbeitserziehungslagers Nordmark und war somit für die über 570 Opfer des Lagers hauptverantwortlich.
Nach Kriegsende setzte sich Post aus Kiel ab und tauchte unter. Nach seiner Festnahme im Mai 1947 wurde Post im Polizeigefängnis Fuhlsbüttel inhaftiert. Während der Fliegerprozesse wurde Post mit siebzehn weiteren Beschuldigten vor einem britischen Militärgericht angeklagt und wegen der Ermordung alliierter Offiziere am 3. September 1947 zum Tode verurteilt. Das Urteil wurde am 27. Februar 1948 im Zuchthaus Hameln vollstreckt.